# Harald Johansen
Harald Johansen (Fredrikstad, 9 ottobre 1887 – Oslo, 11 luglio 1965) è stato un calciatore norvegese, di ruolo centrocampista.

## Carriera

### Club
Johansen vestì la maglia del Mercantile, con cui vinse due edizioni della Norgesmesterskapet (1907 e 1912).

### Nazionale
Conta 7 presenze per la Norvegia. Esordì nella sconfitta per 11-3 contro la Svezia, in data 12 luglio 1908: si trattò della prima partite della storia della Nazionale norvegese. Partecipò ai Giochi della V Olimpiade.

## Palmarès

### Club

#### Competizioni nazionali
- Coppa di Norvegia: 2

Mercantile: 1907, 1912